# Dapsa barbara
Dapsa barbara es una especie de coleóptero de la familia Endomychidae.

## Distribución geográfica
Habita en Argelia.